# Bad Schussenried
Bad Schussenried é uma cidade da Alemanha, no distrito de Biberach, na região administrativa de Tubinga, estado de Baden-Württemberg.
Pertence à rede das Cidades Cittaslow.